# Бордінських Софія Вадимівна
Софія Вадимівна Бордінських (нар. 7 вересня 2003, Україна) — українська самбістка, дзюдоїстка та сумоїстка, майстер спорту України з самбо, дзюдо та сумо.

## Біографія
Народилась у родині Вадима Анатолійовича та Галини Григорівни Бордінських, має братів, які займаються боротьбою, і сама займалась цим видом спорту з чотирирічного віку. У квітні 2017 року зайняла третє місце на Кубку України із самбо серед юніорів. У 2019 році зайняла перше місце на чемпіонату Європи з самбо серед кадетів і чемпіонату світу серед дівчат. У березні 2021 року зайняла третє місце у чемпіонаті України з самбо, що проходив у Луцьку. Станом на 2021 рік входить до збірної України з дзюдо. У жовтні 2021 року стала чемпіонкою світу з самбо на змаганнях, що проходили у Салоніках (Греція). У серпні 2022 року стала чемпіонкою України із самбо. У вересні 2022 року зайняла третє місце на чемпіонаті Європи з сумо, що проходив у Квідзині (Польща). У червні 2023 року виступала на Європейських іграх 2023 року, де виборола перше місце з сумо. У листопаді 2023 року посіла друге місце у чемпіонаті України з дзюдо, а у вересні 2024 року стала чемпіонкою України з дзюдо. У квітні 2024 року виборола перше місце на Кубку Європи з сумо, а через місяць у травні року посіла перше місто на командному чемпіонаті Європи з сумо у Сувалках (Польща).
Також займається неолімпійським видом спорту — пляжною боротьбою, майстер спорту міжнародного класу. У 2024 році закінчила факультет фізичного виховання і спорту Придніпровської державної академії фізичної культури і спорту.

## Інтернет-джерела
- Софія Бордінських: «Ще з дитинства є мрія – стати олімпійською чемпіонкою»
- “Спортсмени й політики мають популяризувати спорт”: чемпіонка світу з самбо Софія Бордінських
- Рейтинг спортсменів за результатами змагань у 2017 році